# Solenogastres
Solénogastres, Néoméniomorphes
Classe
Super-ordres de rang inférieur
- Aplotegmentaria
- Pachytegmentaria

Classification phylogénétique
- mollusques
  - solénogastres
  - caudofovéates
  - eumollusques
    - polyplacophores
    - conchifères
      - monoplacophores
      - ganglioneures
        - viscéroconques
          - gastéropodes
          - céphalopodes

        - diasomes
          - bivalves
          - scaphopodes

Les Solénogastres ou Néoméniomorphes (noms vernaculaire), ou Solenogastres (nom scientifique), sont une classe de mollusques marins sans coquille, en forme de vers.

## Caractéristiques générales
La tête est indistincte. Le manteau est bien développé et sécrète une cuticule épaisse contenant des spicules calcaires. Le pied est peu développé et réduit à une crête ciliée à l'intérieur d'un sillon ventral.
Les Solénogastres sont hermaphrodites et présentent une fécondation interne. Le développement embryonnaire passe par le stade d'une larve trochophore qui présenterait 8 plaques dorsales comme celles des Polyplacophores. Ce point non confirmé par plusieurs observations est important pour situer ce groupe sans coquille dans l'arbre phylogénétique des mollusques.
On les rencontre dans toutes les mers du monde. Benthiques, ils vivent généralement sur les plantes ou les animaux fixés sur les fonds marins et sont prédateurs de bryozoaires et de cnidaires dont ils broutent les tissus.

## Classification
On compte environ 350 espèces identifiées à ce jour, réparties dans les quatre ordres et les familles suivants :
| Selon World Register of Marine Species (14 février 2017) : - super-ordre Aplotegmentaria Salvini-Plawen, 1978 - ordre Neomeniamorpha Salvini-Plawen, 1978 - famille Hemimeniidae Salvini-Plawen, 1978 - famille Neomeniidae Ihering, 1876 - ordre Pholidoskepia Salvini-Plawen, 1978 - famille Dondersiidae Simroth, 1893 - famille Gymnomeniidae Odhner, 1920 - famille Lepidomeniidae Pruvot, 1902 - famille Macellomeniidae Salvini-Plawen, 1978 - famille Meiomeniidae Salvini-Plawen, 1985 - famille Sandalomeniidae Salvini-Plawen, 1978 - super-ordre Pachytegmentaria Salvini-Plawen, 1978 - ordre Cavibelonia Salvini-Plawen, 1978 - famille Acanthomeniidae Salvini-Plawen, 1978 - famille Amphimeniidae Salvini-Plawen, 1972 - famille Drepanomeniidae Salvini-Plawen, 1978 - famille Epimeniidae Salvini-Plawen, 1978 - famille Notomeniidae Salvini-Plawen, 2004 - famille Proneomeniidae Mitchell, 1892 - famille Pruvotinidae Heath, 1911 - famille Rhipidoherpiidae Salvini-Plawen, 1978 - famille Rhopalomeniidae Salvini-Plawen, 1978 - famille Simrothiellidae Salvini-Plawen, 1978 - famille Strophomeniidae Salvini-Plawen, 1978 - famille Syngenoherpiidae Salvini-Plawen, 1978 - ordre Sterrofustia Salvini-Plawen, 1978 - famille Heteroherpiidae Salvini-Plawen, 1978 - famille Imeroherpiidae Salvini-Plawen, 1978 - famille Phyllomeniidae Salvini-Plawen, 1978 | Selon ITIS (8 oct. 2010) : - sous-classe Neomeniomorpha - ordre Cavibelonia - famille Acanthomeniidae - famille Amphimeniidae Salvini-Plawen, 1972 - famille Drepanomeniidae Salvini-Plawen, 1978 - famille Epimeniidae - famille Pararrhopaliidae Salvini-Plawen, 1978 - famille Proneomeniidae - famille Rhipidoherpiidae - famille Rhopalomeniidae Salvini-Plawen, 1978 - famille Simrothiellidae Salvini-Plawen, 1978 - famille Strophomeniidae Salvini-Plawen, 1978 - famille Syngenoherpiidae - ordre Neomeniamorpha Pelseneer, 1906 - famille Hemimeniidae - famille Neomeniidae Ihering, 1876 - ordre Pholidoskepia Salvini-Plawen, 1978 - famille Dondersiidae - famille Gymnomeniidae - famille Lepidomeniidae - famille Macellomeniidae - famille Meiomeniidae - famille Sandalomeniidae - ordre Sterrofustia - famille Herteroherpiidae - famille Imeroherpiidae - famille Phyllomeniidae |

## Galerie

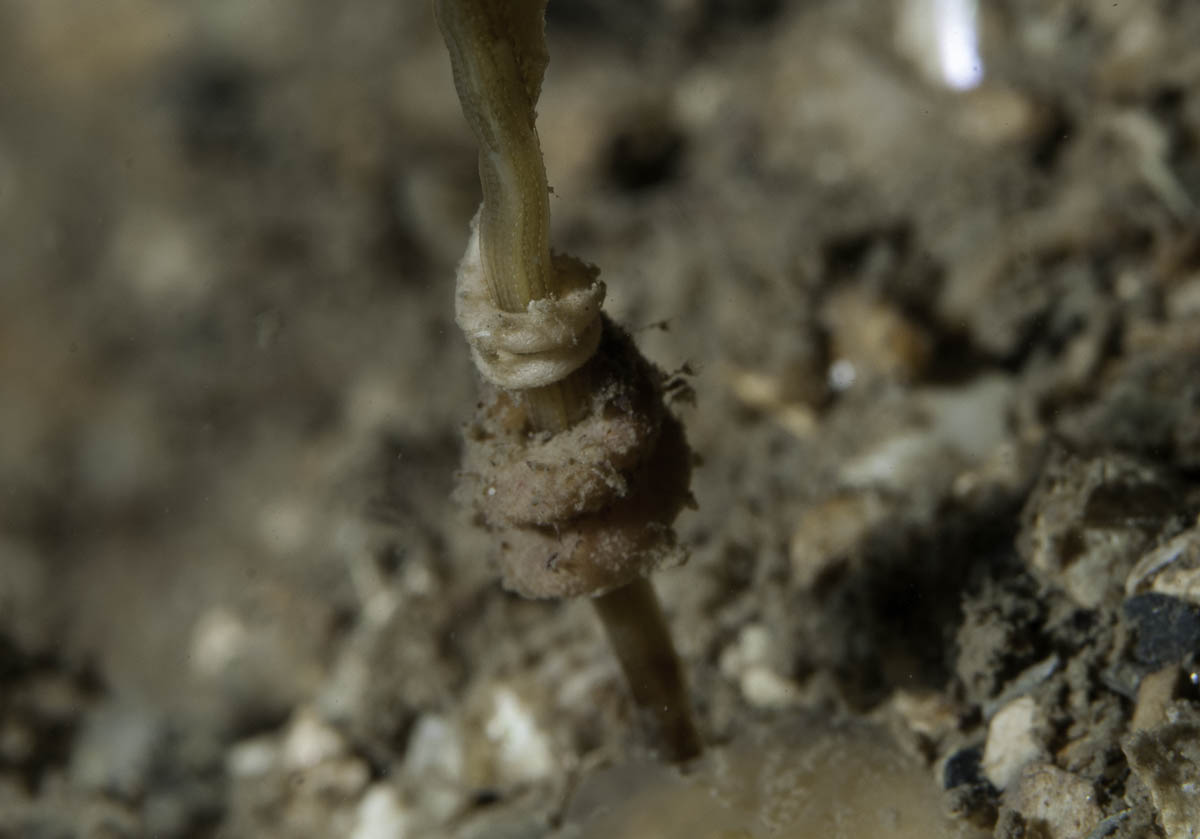
Rhopalomenia aglaopheniae (ordre des Cavibelonia).
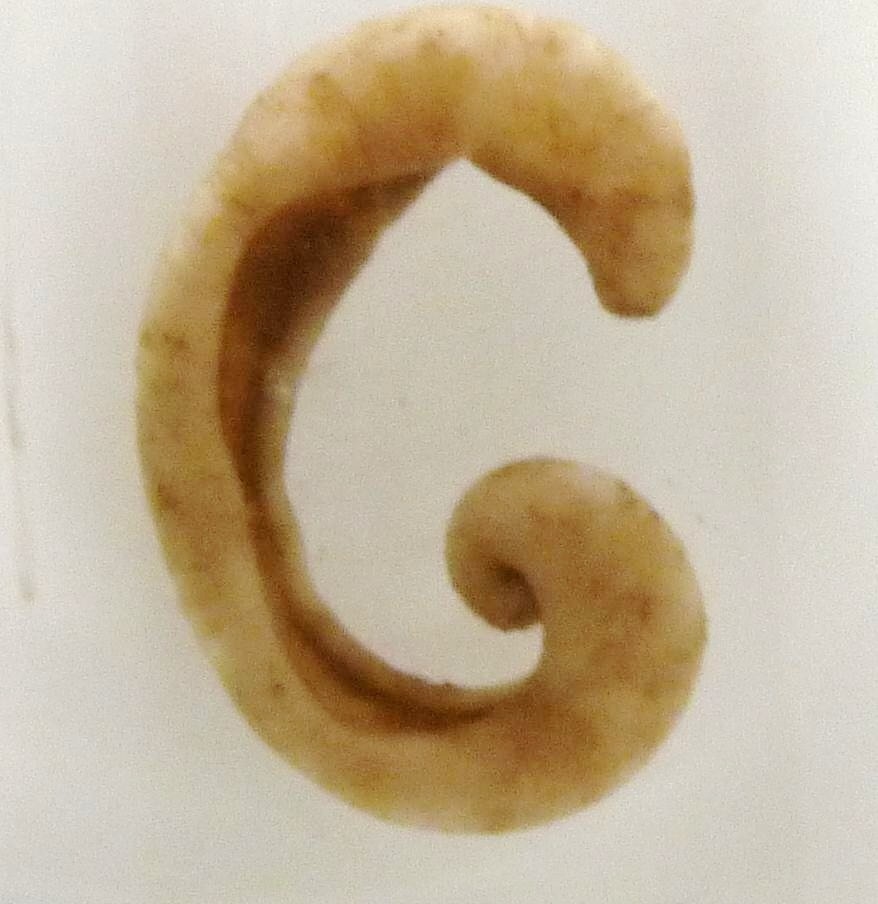
Epimenia babai (ordre des Cavibelonia).
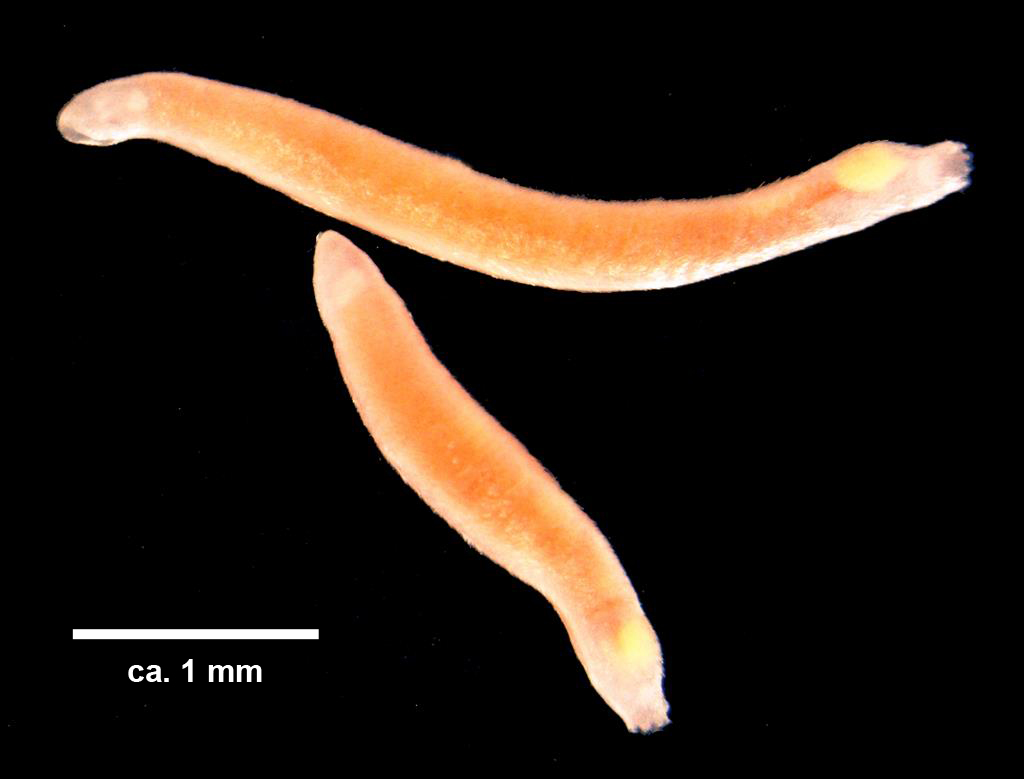
Wirenia argentea (ordre des Pholidoskepia).